# Oleksij Watschenko
Oleksij Fedosijowytsch Watschenko (* 12. Februarjul. / 25. Februar 1914greg. im Dorf Elysaweto-Kamenez (Елизавето-Каменец, heute zu Dnipro), Gouvernement Jekaterinoslaw, Russisches Kaiserreich; † 22. November 1984 in Kiew, Ukrainische SSR) war ein ukrainischer und sowjetischer Politiker.
Von 1976 bis 1984 war Watschenko Vorsitzender des Obersten Sowjets der Ukrainischen Sozialistischen Sowjetrepublik.

## Lebenslauf

### Frühe Jahre
Watschenko wurde als Kind einer Bauernfamilie in einem Dorf bei Jekaterinoslaw, dem heutigen Dnipro, geboren. Er graduierte 1938 an der Fakultät für Physik und Mathematik der Universität von Dnipropetrowsk und arbeitete von 1938 bis 1941 als Lehrer. Danach war er bis Ende 1944 Soldat der Roten Armee im Deutsch-Sowjetischen Krieg. Seit 1940 war er Mitglied der KPdSU.

### Parteikarriere
Von 1945 bis 1948 war er zuerst stellvertretender Leiter, dann Leiter der Abteilung für öffentliche Bildung des Executive-Komitee des Dnipropetrowsker Stadtrats.
Von 1948 bis 1954 war er erst Zweiter Sekretär des Bezirksausschusses des Stadtrajon Sobor der Stadt Dnipropetrowsk, dann Erster Sekretär der Bezirksausschusses Nikopol und Leiter der Abteilung des regionalen Parteikomitees Dnipropetrowsk der KPU. Bis 1963 arbeitete er sich dann zum 1. Bevollmächtigten des Regionalkomitees der Oblast Chmelnyzkyj und zum Mitglied des Zentralkomitees der Kommunistischen Partei der Ukraine (KPU) hoch.
1964 war er der Erste Sekretär des Parteikomitees der Oblast Tscherkassy und 1965 in gleicher Position in der Oblast Dnipropetrowsk. Vom 31. Oktober 1961 bis 29. März 1966 war Watschenko Kandidat des ZK der KPdSU. Vom 18. März bis zum 22. November 1984 war er Mitglied des Politbüros des Zentralkomitees der KPU und vom 4. August 1966 bis zu seinem Tod Mitglied des Zentralkomitees der KPdSU. Schließlich wurde er am 24. Juni 1976 Vorsitzender des Präsidiums des Obersten Sowjets der Ukrainischen SSR und hatte diesen Posten bis zu seinem Tod am 22. November 1984 inne. Sein Vorgänger in diesem Amt war Iwan Hruschezkyj, Nachfolgerin wurde Walentyna Schewtschenko.

## Sonstiges
Beerdigt wurde Watschenko auf dem Baikowe-Friedhof in Kiew. Petro Schelest, Erster Sekretär der KPU, schrieb über Watschenko in sein Tagebuch:

„Wattschenko ist unhöflich, ungebildet, und es scheint so, dass er die ganze Menschheit hasst.“

## Ehrungen

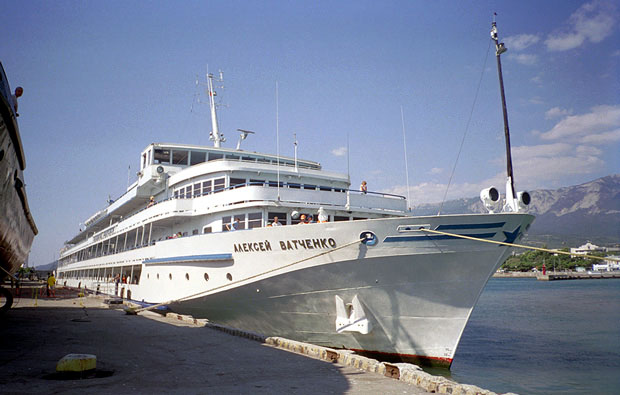
Die «Алексей Ватченко» 2000

1973 wurde ihm der Titel Held der sozialistischen Arbeit verliehen. Des Weiteren erhielt er sechsmal den Lenin-Orden, zweimal den Rotbannerorden sowie den Orden der Oktoberrevolution und den Alexander-Newski-Orden.
Das 129 Meter lange, in der Elbewerft Boizenburg gebaute Kreuzfahrtschiff Ivan Bunin trug zwischen 1985 und 2006 den Namen des Politikers.